# John Moyer
John Moyer (ur. 30 listopada 1973) – basista hardrockowego/numetalowego zespołu Disturbed. Zastąpił poprzedniego członka zespołu Steve’a "Fuzz" Kmaka. Od 2012 roku członek zespołu Adrenaline Mob.

## Życiorys

### Dzieciństwo i początek kariery
John urodził się i dorastał w El Paso, mieście położonym w stanie Teksas. W wieku 15 lat założył swój pierwszy zespół wraz z kolegami ze szkoły średniej. W 1996 roku dołączył do grupy Soak, która rok później wydała swój debiutancki album za pośrednictwem Interscope records. W 2000 roku John opuścił szeregi Soak na rzecz grupy The Union Underground, z którą to podczas znanego festiwalu rockowego Ozzfest supportował gwiazdę industrial metalu, Marilyna Mansona oraz przypadkowo zespół Disturbed. Po zakończeniu trasy koncertowej w 2002 roku, ożenił się i automatycznie stał się ojczymem. W szeragach The Union Underground wystąpił po raz ostatni w święto Halloween w 2003 roku.

### Disturbed
Do grupy Disturbed dołączył wiosną 2004 roku. W przeciągu roku brał udział we współtworzeniu oraz nagrywaniu albumu Ten Thousand Fists, który ujrzał światło dzienne latem 2005 roku. Razem z zespołem odbył kilka tras koncertowych, które trwały kolejne 16 miesięcy. Występował podczas Jaegermeister tour, Ozzfest, Music as a Weapon III, a także w Australii, Nowej Zelandii oraz w Europie. W październiku 2007 roku urodził mu się syn, Logan. Nie zakłóciło mu to jednak muzycznej kariery i po roku prac ukazał się kolejny album, Indestructible. W 2010 roku wraz z Disturbed zakończył pracę nad swoim piątym albumem Asylum

## Dyskografia
Soak
- Omniphonic Globalnova (1995)
- Self-Titled (1997)
- Flywatt (1998)
- 2179 (1999)

Union Underground
- An Education In Rebellion (2000)

Disturbed
- Ten Thousand Fists (2005)
- Indestructible (2008)
- Asylum (2010)